# Indy Eleven
Indy Eleven – amerykański klub piłkarski z siedzibą w Indianapolis.

## Historia
Klub został założony w 2013, a od sezonu 2014 występował w rozgrywkach NASL. W 2018 przeniósł się do organizacji United Soccer League i rozpoczął grę w lidze USL Championship.

### Historia występów ligowych
| Sezon | Poziom | Liga             | Konferencja | Miejsce w konferencji | Miejsce ogólnie | Faza playoff |
| ----- | ------ | ---------------- | ----------- | --------------------- | --------------- | ------------ |
| 2014  | II     | NASL             | –           | –                     | 9.              | –            |
| 2015  | II     | NASL             | –           | –                     | 9.              | –            |
| 2016  | II     | NASL             | –           | –                     | 2.              | finał        |
| 2017  | II     | NASL             | –           | –                     | 6.              | –            |
| 2018  | II     | USL              | Wschodnia   | 7.                    | 16.             | 1/8 finału   |
| 2019  | II     | USL Championship | Wschodnia   | 3.                    | 4.              | półfinał     |
| 2020  | II     | USL Championship | Wschodnia   | 9.                    | 18.             | –            |
| 2021  | II     | USL Championship | Wschodnia   | 12.                   | 25.             | –            |
| 2022  | II     | USL Championship | Wschodnia   | 9.                    | 19.             | –            |
| 2023  | II     | USL Championship | Wschodnia   | 6.                    | 11.             | 1/8 finału   |